# Пйольтелло
Пйольтелло (італ. Pioltello) — муніципалітет в Італії, у регіоні Ломбардія, метрополійне місто Мілан.
Пйольтелло розташоване на відстані близько 480 км на північний захід від Рима, 12 км на схід від Мілана.
Населення — 36 912 осіб (2014).
Покровитель — Андрій Первозваний.

## Демографія
Населення за роками:

Станом на 1 січня 2023 року в муніципалітеті офіційно проживали 8933 іноземці з 100 країн, серед них 1468 громадян країн Євросоюзу та 277 громадян України.

## Сусідні муніципалітети
- Чернуско-суль-Навільйо
- Песк'єра-Борромео
- Родано
- Сеграте
- Вімодроне